# (12868) Onken
(12868) Onken est un astéroïde de la ceinture principale.

## Description
(12868) Onken est un astéroïde de la ceinture principale. Il fut découvert le 19 juin 1998 à la station Anderson Mesa par le programme LONEOS. Il présente une orbite caractérisée par un demi-grand axe de 3,10 UA, une excentricité de 0,29 et une inclinaison de 14,2° par rapport à l'écliptique.

## Compléments